# Matteo Bianchetti
Matteo Bianchetti (* 17. März 1993 in Como) ist ein italienischer Fußballspieler.

## Karriere
Bianchetti wechselte 2013 von der Jugend Inter Mailands in den Profibereich. Für die Rückrunde der Saison 2012/13 wurde er an Hellas Verona verliehen. Nach dem Aufstieg in die Serie A und aufgrund seiner guten Leistungen verpflichtet ihn Hellas zu Beginn der Saison 2013/14. Nach drei Leihstationen in den Jahren 2014 und 2015 bei Spezia Calcio, dem FC Empoli und erneut Spezia, gehört er zum Stammpersonal von Hellas.
Bianchetti durchlief seit der U-18 alle Jugendmannschaften Italiens. Mit der U-21-Nationalmannschaft konnte er unter Devis Mangia bei der Europameisterschaft 2013 Vize-Europameister werden.

## Erfolge
- Aufstieg in die Serie A: 2012/13, 2016/17
- U-21-Vize-Europameister: 2013